# Joniškis
Joniškis è una città della Lituania, situata nella contea di Šiauliai. Essa è inoltre il capoluogo del comune distrettuale di Joniškis.